# Hypochrysops apollo
Hypochrysops apollo Miskin, 1891, è un lepidottero appartenente alla famiglia Lycaenidae, diffuso in Oceania.

## Descrizione

### Adulto
In questa specie è osservabile uno spiccato dimorfismo sessuale, particolarmente per quanto riguarda la colorazione delle pagine superiori delle ali, sia anteriori, sia posteriori.

Nel maschio, la colorazione del recto dell'ala anteriore presenta una campitura arancione accesa, bordata di un marcato margine nero, che parte dal terzo prossimale della costa, si allarga progressivamente fino all'altezza dell'apice, per poi ridursi ad una striscia più sottile che occupa l'intera lunghezza del termen; nella femmina, invece, l'ala appare lievemente più affusolata, con la bordatura nera che continua oltre il tornus, fino ad interessare il terzo distale del margine posteriore.

Nel maschio, la pagina superiore dell'ala posteriore ha una colorazione di fondo arancione lievemente più scura di quella analoga nell'ala anteriore, ma in corrispondenza delle nervature anali, questa tonalità si stempera in un bianco-giallastro piuttosto pallido; il termen si rivela frastagliato in prossimità dell'angolo anale, con la dentellatura appena bordata di nero.

Nella femmina, la superficie dorsale dellìala posteriore, meno squadrata che nel maschio, mostra nervature un poco più marcate, una colorazione di fondo assimilabile a quanto osservato nel maschio, ed un termen ugualmente dentellato in prossimità dell'angolo anale; tuttavia, si osserva una larga fascia nera che interessa l'intera lunghezza del margine costale, totalmente assente nei maschi. Inoltre l'area anale, in posizione submarginale, presenta un ulteriore banda nerastra irregolare.

La pagina inferiore dell'ala anteriore è castana chiara nella metà posteriore, tendente al rosso scarlatto nell'area basale; si osserva una striatura longitudinale iridescente, di colore blu metallico, che si diparte dal basale, corre subito al di sotto nella nervatura costale, e raggiunge circa la metà della lunghezza dell'ala; è inoltre visibile una piccola macchia azzurra in prossimità della cellula discale. La parte anteriore dell'ala è più scura in ambo i sessi, ma punteggiata di una gran quantità di piccole macchie biancastre, bordate di azzurro iridescente, variabili nella forma e nella dimensione.

Infine la pagina inferiore dell'ala posteriore riprende il tema della parte anteriore dell'ala primaria, ma sono anche presenti due macchie bianche più grandi nella zona subcostale, in prossimità della base, ciascuna bordata di azzurro iridescente, oltre ad una terza macchia più esterna, irregolare e non bordata. Si notano pure linee azzurre e scarlatte alternate in posizione subterminale.

Le antenne sono sottili, clavate, con una lunghezza pari a circa i due terzi della costa.

Il torace è marrone, più scuro sul dorsale.

L'addome risulta rossiccio nel maschio e grigiastro nella femmina, più chiaro ventralmente in entrambi i sessi.

L'apertura alare è di circa 45 mm.

### Larva
Il bruco è grigiastro, apparentemente glabro e punteggiato di marrone, con il capo piccolo e relativamente incassato nei primi segmenti toracici.

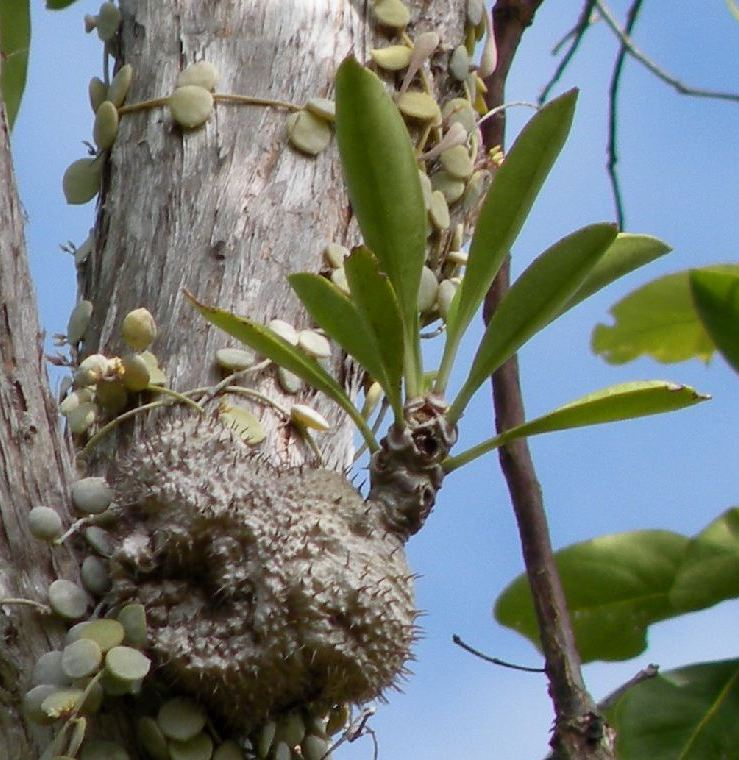
Myrmecodia beccarii su Dischidia nummularia

### Pupa
La crisalide appare grigiastra, lucida e punteggiata di nero; si rinviene all'interno della galleria scavata durante la fase larvale ed è lunga circa 2 cm.

## Distribuzione e habitat

Localizzazione geografica dello stato del Queensland in Australia, in cui si trova l'Herbert River, locus typicus della specie

L'areale di questa specie è esclusivamente limitato all'ecozona australasiana, comprendendo l'Australia (locus typicus: Herbert River, Queensland) e la Nuova Guinea.
L'habitat è rappresentato dalla foresta tropicale.

## Ecologia
Lo stadio adulto di questo lepidottero mostra abitudini prettamente diurne. La fase larvale, al contrario, si accresce all'interno di cavità scavate nei tessuti di piante mirmecofile come Myrmecodia beccarii Hook.f. e Myrmecodia tuberosa Jack (Rubiaceae), a loro volta epifite di Apocynaceae e Myrtaceae ad habitus arboreo. Le Myrmecodia sono note per avere sviluppato un'associazione mutualistica con i formicidi Philidris cordata (Smith, 1859) e Pheidole megacephala (Fabricius, 1793) che, in cambio di rifugio e cibo da parte della pianta, forniscono i sali minerali contenuti nei propri escrementi, e garantiscono una difesa attiva contro gli insetti fitofagi. Anche le larve di Hypochrysops apollo entrano a far parte, in qualche modo, di questa complessa rete di rapporti trofici, ma non è ancora del tutto accertata la natura della relazione intercorrente tra i due insetti, o tra il bruco e la pianta. Da studi effettuati, si è potuto osservare infatti che il lepidottero, durante la notte, emerge dalla struttura tuberosa di cui si nutre, e si spinge ad attaccare anche il fogliame. Il foro di uscita dalla pianta risulta circondato di escrementi, e può fungere da indicatore della presenza di un bruco. Si è visto che solo una larva di lepidottero alla volta può svilupparsi all'interno della pianta mirmecofila. La relazione tra il lepidottero e la pianta potrebbe essere un semplice caso di parassitismo, oppure un altro esempio di associazione mutualistica, qualora quest'ultima traesse una qualche forma di vantaggio. Anche il rapporto tra il bruco e le formiche è ancora da chiarire: secondo alcuni autori le due specie si ignorerebbero, mentre stando ad altri studi, le formiche potrebbero in qualche modo "allevare" il lepidottero come fanno altre specie con alcuni afididi; inoltre il lepidottero parrebbe anche alimentarsi delle scorte di cibo delle formiche o addirittura delle larve stesse, mettendo in atto, in tal caso, una sorta di doppio parassitismo.

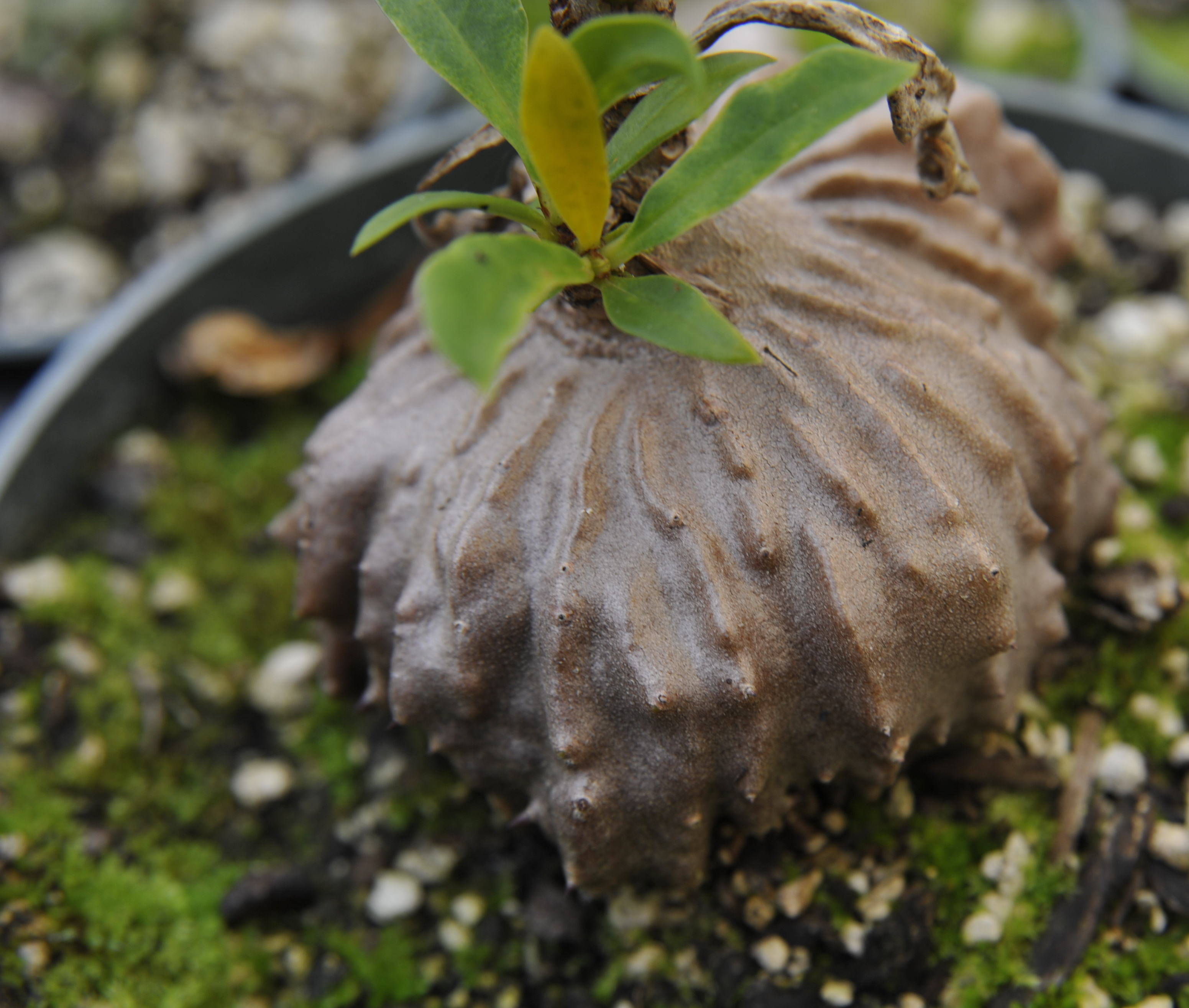
Myrmecodia tuberosa

## Tassonomia

### Sottospecie
Sono state descritte tre sottospecie:
- Hypochrysops apollo apollo Miskin, 1891 - Ann. Qd Mus. 1: 85 - Locus typicus: Queensland, Herbert River - Diffusa nell'Australia orientale e segnatamente nel circondario delle città di Cairns e Ingham[1]
- Hypochrysops apollo phoebus (Waterhouse, 1928) - Proc. Linn. Soc. N.S.W. 53: 405 - Locus typicus: Capo York, Isola Principe di Galles - Distinguibile per una colorazione di fondo più scura e per la minore lunghezza della banda nera che circonda il margine dell'ala anteriore.[8]
  - Sin.: Miletus phoebus Waterhouse, 1928 (sinonimo omotipico, basionimo)[8]
- Hypochrysops apollo wendisi Bethune-Baker, 1909 - Ann. Mag. Nat. Hist. (8) 4 (21): 184, pl. 7, f. 5 - Locus typicus: Nuova Guinea, Cenderawasih Bay - Distinguibile per la presenza di tre macchie nere subapicali sulle prime tre nervature dell'ala posteriore, assenti in H. a. apollo e H. a. phoebus. Apertura alare: 48 mm.[10]
  - Sin.: Hypochrysops wendisi Bethune-Baker, 1909 (sinonimo omotipico, basionimo)

### Sinonimi
Non sono stati riportati sinonimi per questa specie.